# Parkajoki
Parkajoki är en ort i Pajala socken i Pajala kommun. Orten ligger längs med Riksväg 99 på Muonioälvens västra strand, cirka 200 meter från den svensk-finska gränsen (som finns i älven). Cirka 12 kilometer söder om Parkajoki ligger Kaarnevaara och cirka 10 kilometer väster om byn ligger Kitkiöjoki.